# Alvydas Nikžentaitis
Alvydas Nikžentaitis (ur. 18 października 1961 w Poniemuniu koło Jurborka) – litewski historyk, wykładowca Wileńskiego Uniwersytetu Pedagogicznego, od 2000 do 2008 dyrektor Instytutu Historii Litwy. 
W 1984 ukończył studia na Wydziale Historii Wileńskiego Uniwersytetu Państwowego, po czym podjął pracę jako współpracownik naukowy Wydziału Historii Wielkiego Księstwa Litewskiego Instytutu Historycznego Litewskiej SRR. W 1988 obronił dysertację kandydacką poświęconą walce ludu litewskiego przeciwko niemieckiemu uciskowi feudalnemu w 1. połowie XIV wieku, nostryfikowaną przez państwo litewskie w 1992. 
W 1992 wraz z Vladasem Žulkusem założył Centrum Historii Prus i Litwy Zachodniej przy Uniwersytecie Kłajpedzkim, którego został dyrektorem. Od 1993 do 1998 szefował Katedrze Historii Uniwersytetu Kłajpedzkiego, później przez dwa lata współpracował naukowo z Centrum Historycznym Prus i Litwy Zachodniej, by we wrześniu 2000 objąć stanowisko dyrektora Instytutu Historii Litwy. 
W 1999 habilitował się z tematyki społeczeństwa litewskiego doby przedchrześcijańskiej.
W 2006 otrzymał polski Złoty Krzyż Zasługi, a postanowieniem Prezydenta RP z 30 czerwca 2009 został odznaczony za wybitne zasługi w rozwijaniu współpracy między Rzecząpospolitą Polską a Republiką Litewską, za propagowanie wiedzy o wspólnym dziedzictwie historycznym narodów tworzących Rzeczpospolitą Obojga Narodów Krzyżem Oficerskim Orderu Zasługi RP. 
Członek redakcji czasopisma „Zeitschrift für Ostmitteleuropa-Forschung”.